# Abiskorivier
De Abiskorivier, Zweeds Ábeskoeatnu, is een rivier in het noorden van Zweden en stroomt door de bergen van Lapland, door de provincie Norrbottens län. De hele rivier is ongeveer 40 km lang en komt door het meer Abiskojaure. De rivier heet voor het meer Kamajåkka, maar erna Abiskorivier, komt dan door het nationale park Abisko en mondt ook in een meer uit, in het Torneträsk. Het Abisko Turiststation bevindt zich net voor de plaats waar de Abiskorivier in het Torneträsk uitkomt. De rivier wordt na het meer de Torne älv.
Er loopt een wandelpad langs de rivier, het Kungsleden. Vissen in het meer zijn de Salvelinus, de vlagzalm en de zeeforel.

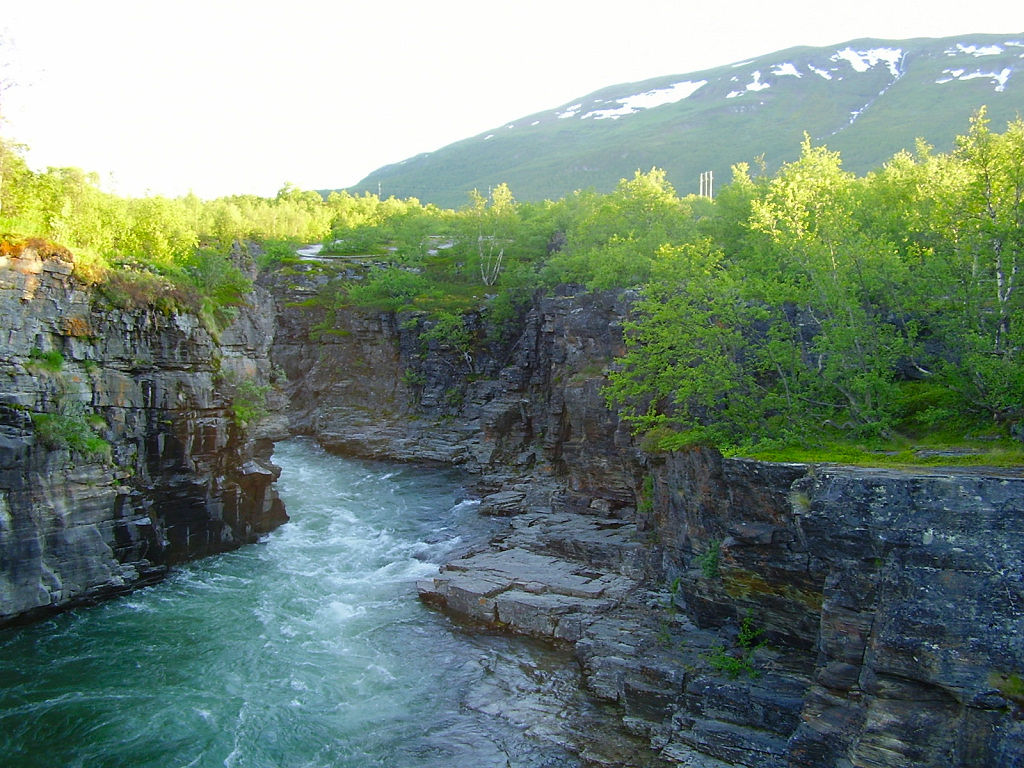
Abiskorivier

Volgorde: Válfojohka → Kamajåkka → Abiskojaure → Nationaal park Abisko samen 40 km → Torneträsk 70 km → Torne älv